# Горское кладбище (Сестрорецк)
Го́рское кла́дбище — кладбище, расположенное в Сестрорецке по адресу Большая Горская ул.,82.
Рядом платформа Горская Сестрорецко-Белоостровской ж.д. (60С. Ш.,30В. Д.)
На кладбище расположены памятники культурно-исторического наследия регионального уровня охраны на основании:
- Решение Исполкома Ленгорсовета от 03.05.1976 г. № 328

Охране подлежат четыре объекта:
- братская могила советских воинов, погибших в Великую Отечественную войну, в которой похоронены: сержант Л. С. Филиппович (1923—1943), капитан К. М. Купчин (1918—1944). У входа в 15 метрах за сторожкой.

- братская могила советских воинов, погибших в Великую Отечественную войну. У Центральной площадки.

- братские и одиночные могилы советских воинов, погибших в Великую Отечественную войну. Центральная площадка .

- братская могила советских воинов, погибших в Великую Отечественную войну. У Центральной площадки.

- Воинские памятники на Горском кладбище
- Блокадники
- Блокадники
- сержант Филиппович и капитан Купчин
- могила А. Ф. Чандыловой, ветерана войны